# هاري أميس
هاري أميس هو سياسي كندي، ولد في 14 يناير 1896، وتوفي في 14 ديسمبر 1973. انتخب عضو الجمعية التشريعية لنيو برونزويك ‏.